# 皇室法院

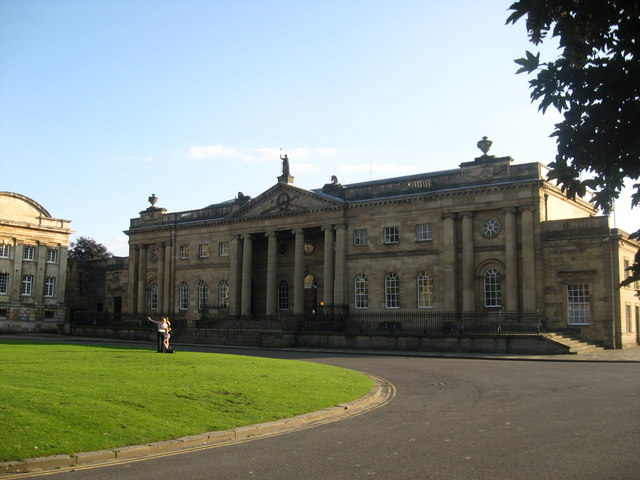
約克皇室法院

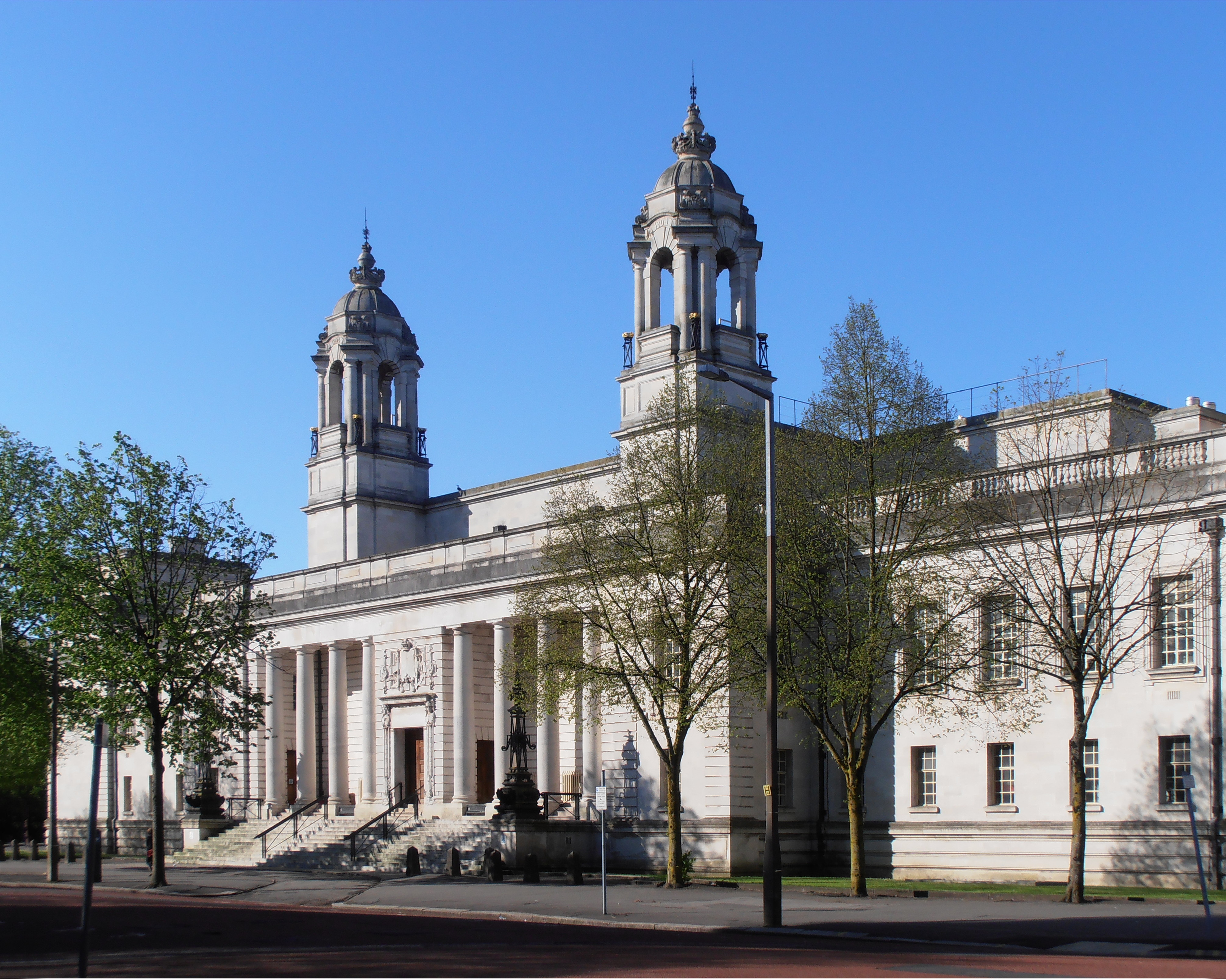
卡迪夫皇室法院

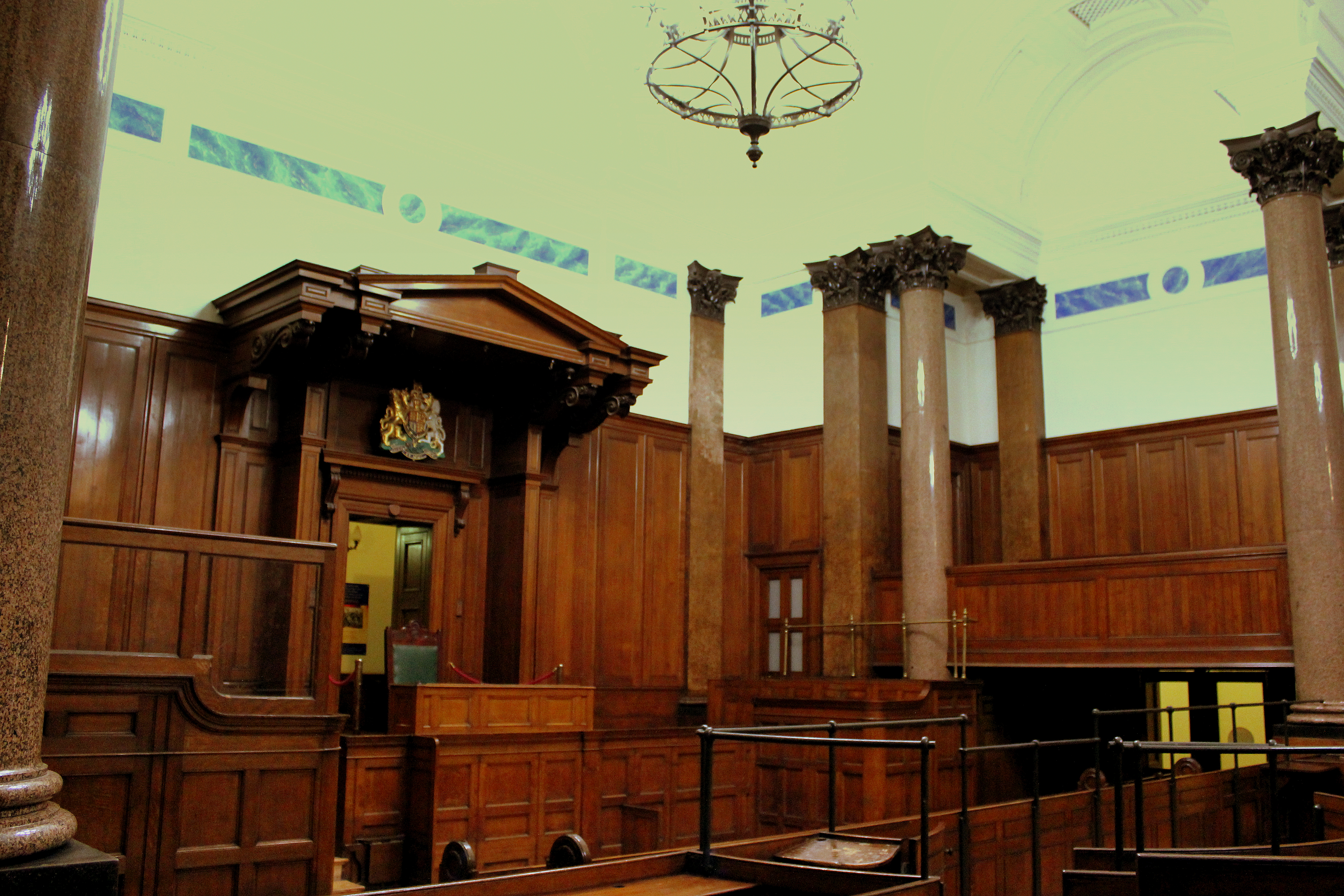
利物浦皇室法院的法庭內部

皇室法院（英語：Crown Court），中文又作刑事法院，在英格蘭及威爾斯地區中與高等法院和上訴法院合稱英格蘭及威爾斯上級法院。這類法院專審刑事案件，在架構上從屬於高等法院及其分庭，但也算是較高級的原訟法院。
皇室法院最初於1972年根據《1971年法院法令》設立，目前英格蘭及威爾斯地區共設有約92所皇室法院，其日常行政運作由國王陛下法院服務署負責。昔日，法院服務署劃分為六個巡迴裁判區，分別為密德蘭、北部、東北、南部、威爾斯及切斯特和西部，但現時已改劃為七個區域，分別是密德蘭、東北、西北、東南、西南、倫敦、以及威爾斯。鑑於威爾斯議會政府獲下放部份立法權力，因此威爾斯區域與另外六個區域在歸類上作分開處理。位於倫敦市的皇室法院稱作中央刑事法院（Central Criminal Court），該院位於奧卑利，是根據專屬的國會法令設立。作為一所主要的皇室法院，不少案程嚴重的刑事案件都會安排於中央刑事法院審理。
皇室法院基本上具有四大職能，分別是審理來自裁判法院的上訴、向部份被裁判法院定罪的人士課以刑罰、為不欲在裁判法院開審的案件舉行陪審團審訊、以及針對皇室法院本身審理的案件，向被定罪或主動認罪的人士課以刑罰。平均而言，被還押監房的人士要等待約13星期又三天才獲安排於皇室法院開審；獲准保釋外出的人士，則要等待大約15星期又四天。

## 外部連結
- CBBC Newsround Guide （页面存档备份，存于）
- Directgov guide to the Crown Court （页面存档备份，存于）